# Jang Kuk-chol
Jang Kuk-chol (16 de fevereiro de 1994) é um futebolista profissional norte-coreano que atua como defensor.

## Carreira
Jang Kuk-chol representou a Seleção Norte-Coreana de Futebol na Copa da Ásia de 2015.